# Crenella faba
Crenella faba is een tweekleppigensoort uit de familie van de Mytilidae. De wetenschappelijke naam van de soort is voor het eerst geldig gepubliceerd in 1776 door O. F. Müller.